# Sandnessundsbron
Sandnessundsbron (norska: Sandnessundbrua) är en konsolbro som korsar Sandnessundet mellan Tromsøya och Kvaløya i Troms fylke i norra Norge. Bron är 1 220 meter lång och var den längsta vägbron i Nordnorge innan Hålogalandsbron öppnades 2018.
Sandnessundsbron invigdes officiellt av kronprins kronprins Harald den 26 juni 1974. Bron öppnades dock för trafik redan den 21 december 1973. Bron kostade 36 miljoner norska kronor. Vägtull togs fram till den 1 maj 1982. Bron är en del av fylkesväg 862.
2005 blev en ny gång- och cykelbana, avskild från vägbanan med räcke, färdigställd. Underlaget på cykelbanan har starkt kritiserats för att i hög grad bidra till punktering av cykelhjulen. Detta har resulterat i att enskilda cyklister skapat trafikproblem genom att cykla i vägbanan. I takt med den ökade utbyggnaden på Kvaløya har trafiken ökat, och många gånger har brons kapacitet varit nära att överskridas. Utbyggnadsförbud av stadsnära bebyggelse på Kvaløya har därför föreslagits.[källa behövs]